# 랴오둥반도

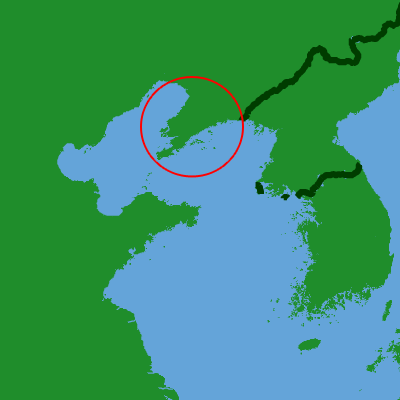
랴오둥반도의 위치

랴오둥반도(중국어 간체자: 辽东半岛, 정체자: 遼東半島, 병음: Liáodōng, 한국어: 요동반도)는 중화인민공화국 랴오닝성 남부의 반도이다. 황해의 북쪽에 있으며, 서쪽으로 보하이만(渤海灣)의 일부분인 랴오둥만(遼東灣), 동쪽으로 서조선만(서한만), 남쪽으로는 산둥성이 있다. 

## 역사
고조선, 고구려 광개토대왕때 발해 무왕때 요동반도를 완전히 차지했고 요나라,금나라,몽골제국,원나라,명나라가 차지했고 고려때 요동을 차지했지만 완전히 차지하지 못하고 우왕때 요동정벌을 시도 했으며 조선에서도 요동정벌을 시도하려했지만 실패했다. 청나라가 차지했다. 1895년 시모노세키 조약(下關條約)에 의거하여 일본이 이곳을 차지했으나 러시아, 독일 제국, 프랑스의 서방 3개국의 주도로 이루어진 삼국 간섭(1895년 4월 23일)으로 인하여, 요동은 청나라에 다시 반환되기도 하였다. 그러나 1914년 일본은 다시 이 지역을 강점하였고, 1932년 건국한 일본의 괴뢰국 만주국은 요동에 중심을 잡았다. 제2차 세계 대전이 끝난 뒤엔 다시 중화민국의 영토가 되었으며, 1949년 10월 1일 중화인민공화국이 국공 내전을 마친 뒤에 이 곳에 랴오닝성을 설치하여 현재에 이른다.

## 지리
랴오둥반도엔 16개의 지리가 위치해 있다. 7개의 지급시(다롄, 잉커우, 단둥, 랴오양 등)와 9개의 현급시(다스자오, 하이청, 푸청 등)가 위치해 있다.  현재 랴오둥반도의 선단부에 있는 다롄은 둥베이 지방의 문호를 이루는 주요 무역항이고, 뤼순에는 해군기지가 있다. 옥수수 ·땅콩 ·목화 ·사과 ·채소 등 농업과 어업 ·천일제염업이 성하고, 다롄은 중국의 주요 중공업도시의 하나이다.

## 같이 보기
- 둥베이
  - 랴오닝성
  - 지린성
  - 헤이룽장성
- 만주
- 랴오시
- 보하이해